# Beginner (AKB48單曲)
《Beginner》為AKB48第18張 單曲。於2010年10月27日開始販售。

## 簡介
與前作《無限重播》相同，2種通常盤及劇場盤同時發行。2種通常盤各自收錄的歌曲是不同的。在DVD中收錄了《Beginner》不同隊形的Dance Shot，各通常盤則會收錄其中3種不同的Dance Shot。
此外，成員會組成「Under Girls」，擔綱演唱B面曲《專屬於我的Value》。之前在Ameba Pigg舉行的Team Pigg對戰，投票總數獲得第1位的「MINT」擔綱演唱收錄於通常盤A及劇場盤的B面曲《關於你》。
《Beginner》的音樂影片（PV）有2種，一開始公開的PV的導演為中島哲也。內容以遊戲畫面為主題，當中各成員會以玩家身分，操控自己的虛擬形象來跟敵人戰鬥。但是，公開了PV之後，因為PV裡有虛擬形象被切頭，甚至噴血等問題，被認為血腥，因此更換了通常盤所收錄的PV（Dance Shot則不受影響）。原版的PV在10月27日於網上音樂下載預定。
本作的舞蹈和以往AKB48的歌曲並不相同。《Beginner》的舞蹈分為6種隊形，由7位成員分別擔任中心，分別為高橋南、篠田麻里子、前田敦子、板野友美、大島優子、渡邊麻友和松井珠理奈；其中渡邊麻友和松井珠理奈為雙人中心。在參加音樂節目的時候，會在當時才會宣佈要表演哪一種隊形，而開頭將會由高橋用手勢去決定隊形。DVD收錄的PV及音樂下載限定的PV都使用以前田敦子為中心的隊形。

## Team Pigg對戰
Team Pigg對戰是一個針對本次的單曲，將成員分為10組進行比賽，並由歌迷投票決定的競賽企畫。在對戰中勝出的隊伍可以參與單曲的工作，但篠田由於因事務所的廣告合約關係未能參與本次活動，而小野由於畢業，因此也未參與。在8月9日公佈結果，由MINT獲得第1位。另外，由no3b的3人（小嶋陽、高橋、峯岸）參與的「girls・ING」、「EYES」、「恋愛運上昇団」所演唱的三首歌被收錄在no3b在2011年1月1日發售的同名專輯中。成員的分組如下：
| No | 組合名稱         | 歌曲名稱           | 成員                                                                   |
| -- | ---------------- | ------------------ | ---------------------------------------------------------------------- |
| 1  | LOVE COMPANY     | Thirsty            | 仲谷明香、大島優子、佐藤亞美菜、宮崎美穗                               |
| 2  | MINT             | 關於你             | 片山陽加、前田敦子、仁藤萌乃、松井咲子、河西智美                       |
| 3  | U                | Delete             | 大家志津香、松原夏海、板野友美、小林香菜、小森美果、平嶋夏海、増田有華 |
| 4  | Lolita Peter Pan | 天使的水果冰糕     | 石田晴香、渡邊麻友                                                     |
| 5  | EYES             | NEXT HEAVEN        | 岩佐美咲、高橋南、仲川遥香、内田眞由美、中塚智實、奥真奈美             |
| 6  | girls·ING        | 是謊言？           | 倉持明日香、小嶋陽菜、梅田彩佳、菊地彩香、佐藤夏希、近野莉菜           |
| 7  | 旋轉木馬         | 宇宙時鐘           | 指原莉乃、前田亞美、藤江麗奈、柏木由紀                                 |
| 8  | 恋愛運上昇団     | 想要鏡頭           | 多田愛佳、高城亞樹、田名部生来、野中美郷、峯岸南                       |
| 9  | 保健室           | 玫瑰色倒時計       | 中田千智、宮澤佐江、米澤瑠美、北原里英、佐藤堇、鈴木瑪莉亞             |
| 10 | Sally秋元        | 堪察加候鳥戀慕之情 | 秋元才加                                                               |

## 銷售記錄
本作發行前一天（2010年10月26日）的Oricon公信榜推定銷售張數達到56.8萬張，超過了前前作《馬尾與髮圈》於發行前一天的推定銷售張數（35.4萬張），也都刷新了Oricon排行榜推定銷售張數的紀錄。同時，本作1日的銷售量已經超過過去所有單曲的初動銷量（初動銷量即是發售首週的銷量）。本作亦用1日就超過了在2010年當時初動銷量最高的單曲——嵐的《Monster》。
本作的推定銷售量於發行當日（包括前一日，共2日）已經突破60萬張，刷新了2000年1月早安少女組。的「女性偶像組合歷代最高初動記錄」（60.1萬張，有時會記作60.0萬張），以及用2日刷新了1998年10月由SPEED《ALL MY TRUE LOVE》創出的「女性偶像組合歷代最高初動記錄」（約60.1萬張）。
在發行第3日，推定銷售量已經突破70萬張。本作第3日就已經超過了當時暫為Oricon年間單曲排行榜第1位嵐的《Troublemaker》之累積銷售額。本作亦首度日本、台灣兩地同步推出（台灣代理金牌大風）。
2010年11月8日，Oricon一周單曲排行榜中，本作首次登場已取得第1位，繼第14張單曲《RIVER》以來，連續5張作品都在首次登場時取得第1位。最終第1周的銷售量達82.7萬張，因此更新了之前所述的女性組合歷代最高初動記錄。若包括個人歌手，就是繼宇多田光的《Addicted To You》和安室奈美惠的《CAN YOU CELEBRATE?》之後，第3組歌手取得這個成績。而且，AKB48由第16張單曲《馬尾與髮圈》以來，連續第3張單曲的初動銷量超過50萬張，在女性組合中的首個達成這個紀錄；在全部歌手歷代的初動記錄中成為第9位。這是21世紀以來，單曲的最高初動銷售額。在2010年度的Oricon年間排行榜，本作只以初動銷量，就已經超過嵐的《Troublemaker》，暫定於第1位，最後取得2010年Oricon單曲年榜冠軍。
2010年11月10日，日本唱片協會發表，本作已經達成了銷售百萬張的紀錄，是繼秋川雅史的單曲《化為千風》銷量破百萬張以來，已過了3年2個月。同時，是繼KAT-TUN的單曲《Real Face》以來，隔了是4年5個月有這個紀錄。
King Records發行單曲以來，繼中山美穗的單曲（1994年發行）銷售百萬張後，隔了16年再有這個紀錄。

## 選拔成員
團隊所屬為販售時情形
- 除2010年10月10日升格的橫山由依之外，AKB48的47名正規成員及SKE48第3張單曲《抱歉，SUMMER》的7位選拔成員連同前作入選為Under Girls的大矢真那均參與本次的單曲。

### Beginner
（粗體字為通常盤的封面成員）
- Team A：小嶋陽菜、指原莉乃、篠田麻里子、高城亞樹、高橋南、前田敦子
- Team K：板野友美、大島優子、峯岸南、宮澤佐江
- Team B：河西智美、柏木由紀、北原里英、渡邊麻友
- SKE48 Team S：松井珠理奈、松井玲奈
  - 本作的選拔成員於前作全部進入選拔。對比在前作選拔21人，本作將減為16人。除了9月27日畢業的小野惠令奈外，第17位的秋元才加、第18位佐藤亞美菜、第20位仲川遙香和第21位宮崎美穗均落選本次選拔。

#### 6種不同的隊形
在歌曲開始的時候，高橋南會以6種不同的手勢表示以誰為中心。成員會在高橋南喊出「In your position! Set!」後開始移動。
| 中心                 | 表示手 | 手勢                         |
| -------------------- | ------ | ---------------------------- |
| 前田敦子             | 左手   | 食指豎起                     |
| 大島優子             | 左手   | 拇指、食指及尾指豎起         |
| 篠田麻里子           | 左手   | 拇指豎起                     |
| 高橋南               | 左手   | 拇指及食指豎起               |
| 板野友美             | 左手   | 食指、中指、無名指及尾指豎起 |
| 松井珠理奈和渡邊麻友 | 左手   | 五指都豎起（張開手掌）       |

#### 成員和小道具一覽
| 成員       | 小道具 | 穿戴位置 |
| ---------- | ------ | -------- |
| 大島優子   | 手套   | 雙手     |
| 前田敦子   | 徽章   | 左胸     |
| 篠田麻里子 | 毛皮   | 右腰     |
| 板野友美   | 帽子   | 左腰     |
| 渡邊麻友   | 吊帶   | 腰       |
| 高橋南     | 臂章   | 左手手臂 |
| 小嶋陽菜   | 絲帶   | 左腰     |
| 柏木由紀   | 手鐲   | 雙手     |
| 宮澤佐江   | 護腕   | 雙手手腕 |
| 松井珠理奈 | 小包   | 右腰     |
| 松井玲奈   | 鏈條   | 右腰     |
| 河西智美   | 吊帶襪 | 右腿     |
| 高城亞樹   | 耳環   | 耳       |
| 峯岸南     | 眼鏡   | 面       |
| 北原里英   | 手錶   | 左手腕   |
| 指原莉乃   | 车票夹 | 頸       |

### 專屬於我的Value
「Under Girls」名義
（中心為多田愛佳） 
- Team A：岩佐美咲、多田愛佳、片山陽加、仲川遙香、前田亞美
- Team K：菊地あやか、中塚智實、仁藤萌乃、藤江れいな、松井咲子、米澤瑠美
- Team B：石田晴香、奧真奈美、小森美果、佐藤すみれ、平嶋夏海、宮崎美穗
- SKE48 Team S：木崎ゆりあ、矢神久美
- SKE48 Team KII：石田安奈、高柳明音、向田茉夏
  - 繼前作《無限重播》，多田愛佳、片山陽加、仁藤萌乃、藤江れいな、米澤瑠美、石田晴香、小森美果、佐藤すみれ、平嶋夏海、矢神久美和高柳明音再度入選Under Girls。
  - 片山在《無法飛翔的鳳蝶》以來5回連續入選；多田愛佳、仁藤萌乃、藤江れいな、小森美果和佐藤すみれ在《因為喜歡你》以來連續4次入選；矢神久美在《被偷了的唇》以來連續3次入選Under Girls。
  - 未當過Under Girls的中塚智實、松井咲子、木崎ゆりあ、石田安奈和向田茉夏於本作初次入選；其中屬於SKE48的3人亦是初次以AKB48名義參與歌曲。
  - 岩佐美咲、前田亞美和菊地あやか繼《被偷了的唇》以來相隔2張單曲後復歸；而宮崎美穗則是升格為正式成員以來首次落選選拔，降格至Under Girls；仲川遙香則是由《因為喜歡你》以來第2次入選Under Girls。

### 關於你
「MINT」名義
（中心為前田敦子） 
- Team A：片山陽加、前田敦子
- Team K：仁藤萌乃、松井咲子
- Team B：河西智美
  - 在先前進行了的Team Pigg提名戰中得到第1位的「MINT」將主唱本B面曲。

### 哭泣的場所
「DIVA」名義
（中心為秋元才加，粗體字為歌唱組成員）
- Team A：大家志津香、倉持明日香、中田ちさと、仲谷明香、松原夏海
- Team K：秋元才加、内田真由美、梅田彩佳、田名部生來、野中美鄉
- Team B：小林香菜、佐藤亞美菜、佐藤夏希、鈴木まりや、近野莉菜、增田有華
- SKE48 Team S：大矢真那
  - DIVA是本作開始的新組合，組合中明確地將成員分為主唱組及跳舞組，由選拔成員及Under Girls以外AKB48的16名正式成員，再加上大矢真那，共17人組成。
  - 倉持明日香、秋元才加、佐藤亞美菜及SKE48的大矢真那以外的成員均曾為Theater Girls。

## 收錄曲

### 通常盤A、初回完全限定生產盤A
封面照（高橋南、前田敦子、板野友美、大島優子）
1. 《Beginner》
作詞：秋元康，作曲、編曲：井上ヨシマサ
2. 《專屬於我的Value》（僕だけのvalue）
作詞：秋元康，作曲：小網準，編曲：生田真心，歌：Under Girls
3. 《關於你》（君について）
作詞：秋元康，作曲：青野ゆかり，編曲：佐佐木裕，歌：MINT
4. 《Beginner》（off vocal ver.）
5. 《只有我的value》（off vocal ver.）
6. 《關於你》（off vocal ver.）

DVD
1. 《Beginner》Music Clip
2. 《專屬於我的Value》Music Clip
3. 《關於你》Music Clip
4. 《Beginner》Dance Shot映像（大島優子 中心ver.）
5. 《Beginner》Dance Shot映像（篠田麻里子 中心ver.）
6. 《Beginner》Dance Shot映像（松井珠理奈、渡邊麻友 中心ver.）

特典（只限初回限定版）
- 全國握手會參加券 powered by 神TV 參加卷（只限初回完全限定生產盤）
- AKB48 重溫時間 最佳曲目100 2011樂曲投票表格

### 通常盤B、初回完全限定生産盤B
封面照（小嶋陽菜、篠田麻里子、柏木由紀、渡邊麻友）
1. 《Beginner》
2. 《專屬於我的Value》
3. 《哭泣的場所》（泣ける場所）
作詞：秋元康，作曲：鶴崎輝一，編曲：野中“まさ”雄一，歌：DIVA
4. 《Beginner》（off vocal ver.）
5. 《只有我的value》（off vocal ver.）
6. 《哭泣的場所》（off vocal ver.）

DVD
1. 《Beginner》Music Clip
2. 《專屬於我的Value》Music Clip
3. 《哭泣的場所》Music Clip
4. 《Beginner》Dance Shot映像（前田敦子 中心ver.）
5. 《Beginner》Dance Shot映像（板野友美 中心ver.）
6. 《Beginner》Dance Shot映像（高橋南 中心ver.）

特典（只限初回限定版）
- 全國握手會參加券 powered by 神TV 參加卷（只限初回完全限定生產盤）
- AKB48 重溫時間 最佳曲目100 2011樂曲投票表格

### 劇場盤
封面照（全部選拔成員）
1. 《Beginner》
2. 《專屬於我的Value》
3. 《關於你》
4. 《哭泣的場所》

特典
- 劇場盤發行記念大握手會參加券
- 選拔成員、Under Girls、DIVA生寫真1張

## 音樂合作
| 曲名     | 音樂合作 |
| -------- | --- |
| Beginner | - NTT Plala「AKB48×光TV」廣告歌 - 家庭劇場《AKB48神TV Season5》主題曲 - 日本電視台系《原來如此！高校》結尾曲 |

## 註解
1. ↑  包括音樂下載單曲《Baby! Baby! Baby!》的主要單曲總數。若包含獨立製作時期的單曲，則為第20張。
2. ↑  在中島哲也執導的電影《告白》中，使用了AKB48的《RIVER》作為插曲。
3. ↑  其中歌曲名稱變更爲。
4. ↑  2010年10月31日播出的《MUSIC JAPAN》中有相關介紹。

## 資料來源
1. 1 2  . 2010年10月29日  [2016年8月9日]. （原始内容存档于2017年4月7日） （日语）.
2. 1 2  . 2010-11-02  [2010年11月2日]. （原始内容存档于2010-11-03） （日语）.
3. ↑  一般社団法人日本レコード協会|各種統計 （页面存档备份，存于） （日語）

## 外部連結
- AKB48官方YouTube频道公开播放影片：
  - YouTube上的《Beginner》PV

- KING RECORDS （日語）
- Ameba pigg AKB48 Team Pigg指名戰（页面存档备份，存于） （日語）

- 《Beginner》單曲日本版官方介紹頁（KING RECORDS）（日語）
  - .   [2013-02-26]. （原始内容存档于2013-03-25）.
  - .   [2013-02-26]. （原始内容存档于2013-03-25）.
  - Type-A（页面存档备份，存于）
  - Type-B（页面存档备份，存于）
- 單曲台壓盤官方介紹頁台灣總代理金牌大風）（繁體中文） archived from OriginalArchive.today的存檔，存档日期2013-04-26